# پیتر اوهارن
پیتر اوهارن (انگلیسی: Peter O'Hearn؛ زادهٔ ۱۳ ژوئیه ۱۹۶۳ دانشمند در زمینه زبان برنامه‌نویسی اهل بریتانیا و کانادا و از دانش‌آموختگان دانشگاه کویینز است. او در گذشته یک دانشمند محقق در متا پلتفرمز بود، یک مهندس ممتاز در لیس‌ورک و استاد علوم رایانه در کالج دانشگاهی لندن (UCL) است. او کمک‌های قابل توجهی به روش‌های رسمی برای درستی برنامه‌های رایانه‌ای کرده است که در سال‌های اخیر این پیشرفت‌ها در توسعه ابزارهای نرم‌افزار صنعتی که تجزیه و تحلیل خودکار پایگاه‌های کد صنعتی بزرگ را انجام می‌دهند، به کار گرفته شده‌اند.

## تحصیلات
اوهارن مدرک کارشناسی خود را در رشته علوم رایانه از دانشگاه دالهاوزی، هالیفاکس، نوا اسکوشیا (۱۹۸۵) دریافت کرد، سپس مدرک کارشناسی ارشد (۱۹۸۷) و پی‌اچ‌دی (۱۹۹۱) را از دانشگاه کویینز، کینگستون، انتاریو، کانادا دریافت کرد.
پایان‌نامه او درباره معناشناسی عدم تداخل: یک رویکرد طبیعی بود که توسط رابرت د. تننت هدایت می‌شد.

## حرفه و تحقیقات
اوهارن بیشتر به دلیل منطق جداسازی شناخته شده است، نظریه‌ای که او با جان سی رینولدز توسعه داد و حوزه‌های جدیدی را برای مقیاس‌بندی استدلال منطقی در مورد کد کشف کرد. نظریه‌ای بر اساس تحقیقات قبلی اوهارن و دیوید پیم در مورد منطق برای منابع، که با آن منطق دسته‌بندی می‌شود، بنا شده است.
او با مشاور سابق دکترای خود رابرت د. تننت مطالعه‌ای در مورد زبان‌های برنامه‌نویسی مشابه الگول انجام داد که به کتاب زبان‌های شبیه به الگول تبدیل شد.
وی همچنین برندهٔ جوایزی همچون همکار انجمن سلطنتی و جایزه گودل شده‌است.